# Carrito de supermercado

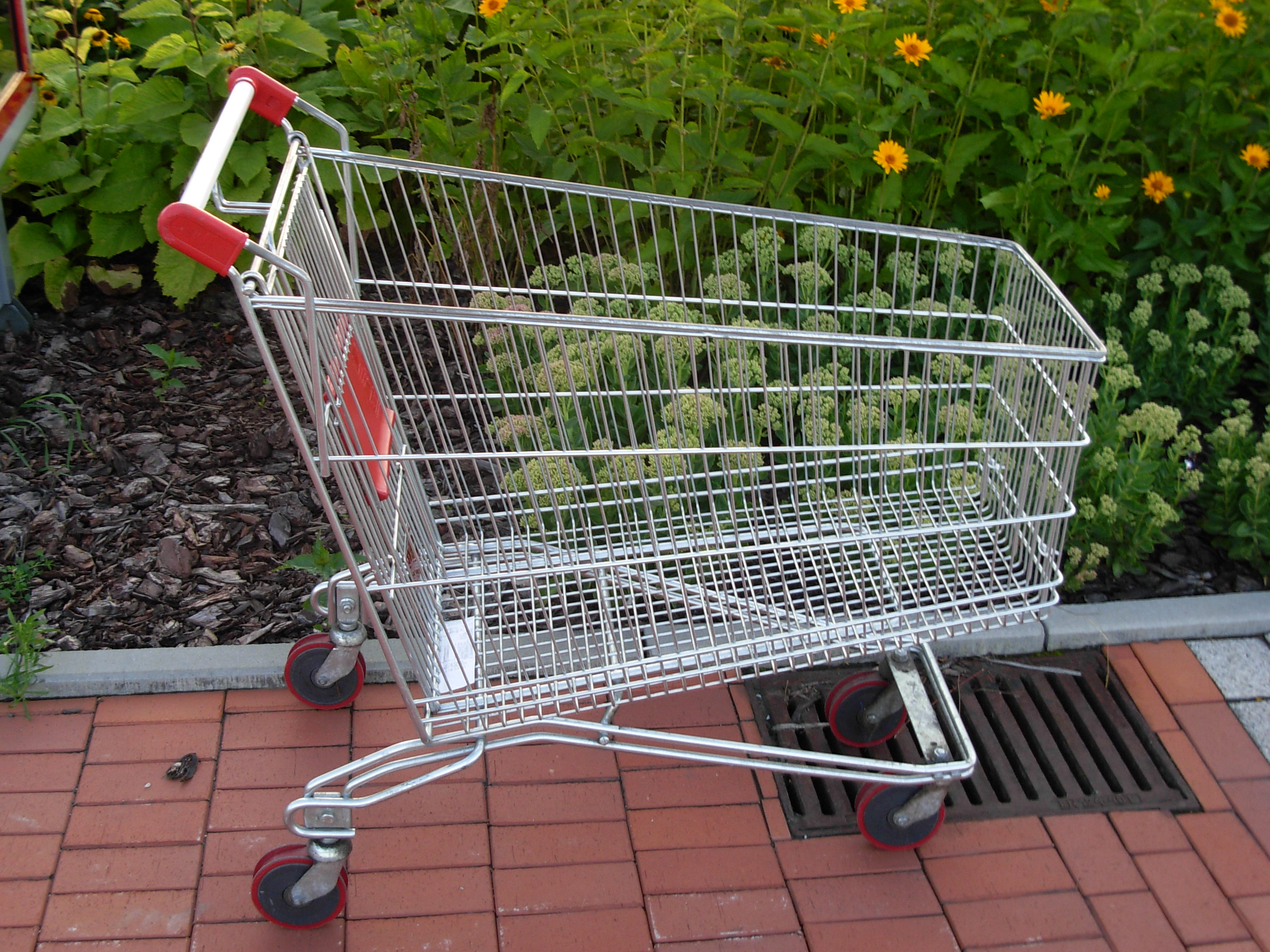
Un carrito de supermercado vacío.

Un carrito de supermercado o "de mercado" es un vehículo de carga que se puede encontrar principalmente en supermercados y grandes superficies para que los clientes puedan transportar sus compras antes de pagar; en algunos casos, el manillar lleva montada una calculadora para servir al cliente en sus cuentas. También los hay domésticos, que son propiedad del usuario y se utilizan para llevar la compra desde la tienda, mercado o mercadillo hasta casa, incluso como remolque para bicicleta.
A menudo después de acabar la compra y salir de la tienda el cliente puede llevar la mercancía dentro del carrito hasta el aparcamiento, y normalmente dejarlo en el aparcamiento, ya que el personal del establecimiento se encarga de llevarlo de nuevo a los puntos de salida.
También se pueden encontrar en aeropuertos para que los pasajeros puedan llevar su equipaje del aparcamiento al mostrador de facturación.

## Historia

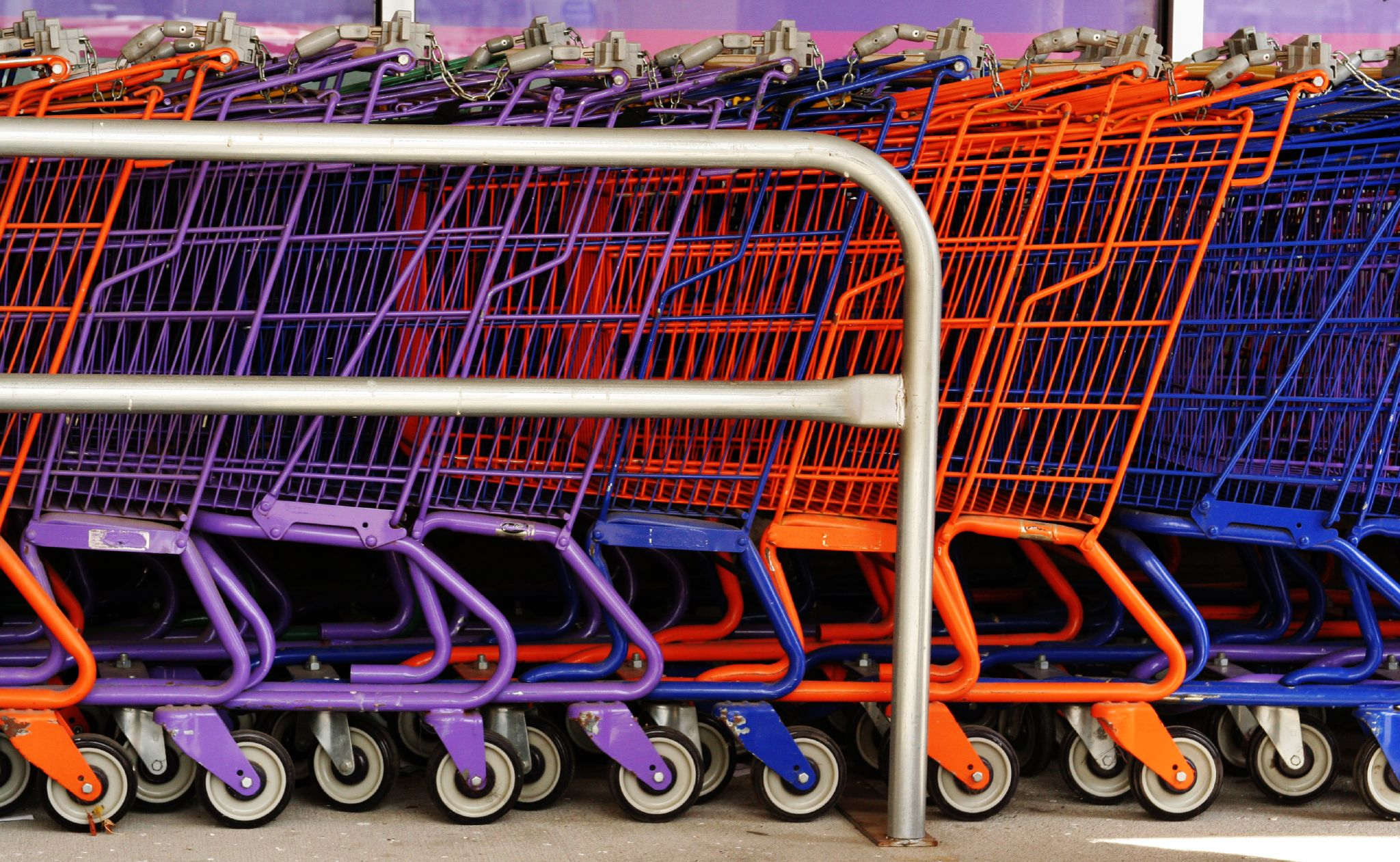
Cada carrito encastra dentro del otro. La idea fue de su creador.

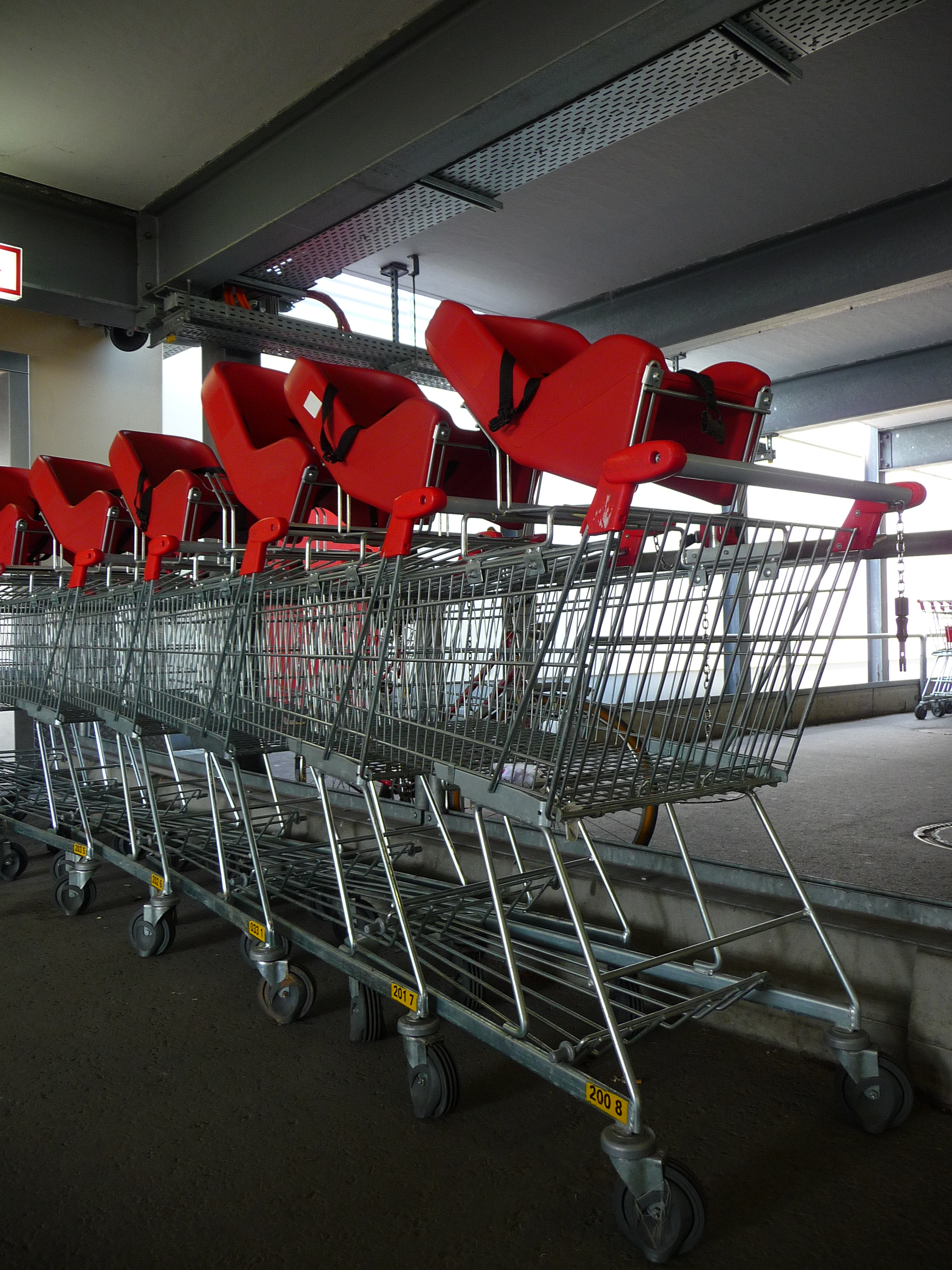
Carros adaptados para llevar niños.

El inventor de los carritos para el supermercado fue Sylvan Nathan Goldman (1898-1984) que en la década de 1930 tenía un supermercado perteneciente a la cadena Humpty Dumpty en la ciudad de Oklahoma. Se dio cuenta de que muchas veces los clientes dejaban de comprar debido a que los cansaba transportar las bolsas mientras elegían los productos. Inventó entonces un carrito cuadrado y colocó varios de ellos en su supermercado, un sábado 5 de junio de 1937. Al principio no tuvo mucho éxito, pero entonces tuvo una idea: para el fin de semana siguiente contrató a tres mujeres (una de 20 años, otra de más de treinta y otra de cuarenta) y dos hombres (uno de treinta y otro mayor) para que recorrieran las góndolas con sus carros y cargaran los canastos con gestos de superación. Así la gente comenzó a animarse a hacer lo mismo y Goldman empezó además a vender su invento a otros supermercados.
Fue también Goldman quien introdujo al poco tiempo la idea de modificar la forma cuadrada del canasto en otra que tuviese la parte delantera más angosta que la trasera, y transformó además la parte posterior en levadiza, para que así se pudiesen incrustar uno dentro de otro cuando no se utilizaran y ocupasen menos espacio al almacenarlos. Y luego inventó también el asiento para chicos en la parte posterior, con la idea de que el niño, que muchas madres ya colocaban dentro del carrito, no ocupase tanto espacio y viajase además con menos peligro de caerse.

## Funcionamiento
Para asegurar el orden, los carritos suelen funcionar insertando una moneda o similar en un dispositivo acoplado al manillar; así se desengancha de la cadena. La moneda se recupera al colocarlo otra vez y ordenadamente en el espacio que tiene reservado dentro del aparcamiento. Este sistema evita que los clientes se lleven los carritos o los saquen fuera del recinto permitido. Este sistema también se puede usar con ánimo de lucro: se paga una pequeña cantidad en concepto de alquiler y se devuelve una parte si se retorna en un punto autorizado.

## Estructura

Estructura de un carrito de supermercado.

Los carritos suelen tener un chasis de metal y poseen un manillar de plástico. El chasis de los carritos tiene una forma que permite que se puedan encajar unos con otros para ocupar menos espacio y facilitar el movimiento de varios al mismo tiempo. En el manillar se sitúa el mecanismo de retención y una cadena para enganchar cada carrito con el siguiente. En las ruedas se encuentra un imán que actúa como freno para que el carrito no se vaya hacia atrás al subir por pendientes o escaleras mecánicas.
Los carritos grandes pueden llevar también cajas y un niño en un asiento abatible. Hay un tipo especial de carrito para llevar cargas voluminosas y pesadas, como materiales para la construcción o electrodomésticos.
Los carritos de algunos supermercados se han modificado para resultar más divertidos a los niños: como semi-miniaturizados proporcionadas para que los pueda llevar cómodamente una niña o niño, o como cochecitos de carreras.
En el siglo XXI se están introduciendo las pantallas montadas a los carritos, con el fin de presentar imágenes a los menores que acompañan a un adulto que hace la compra en un supermerdado.

## Consideración lingüística

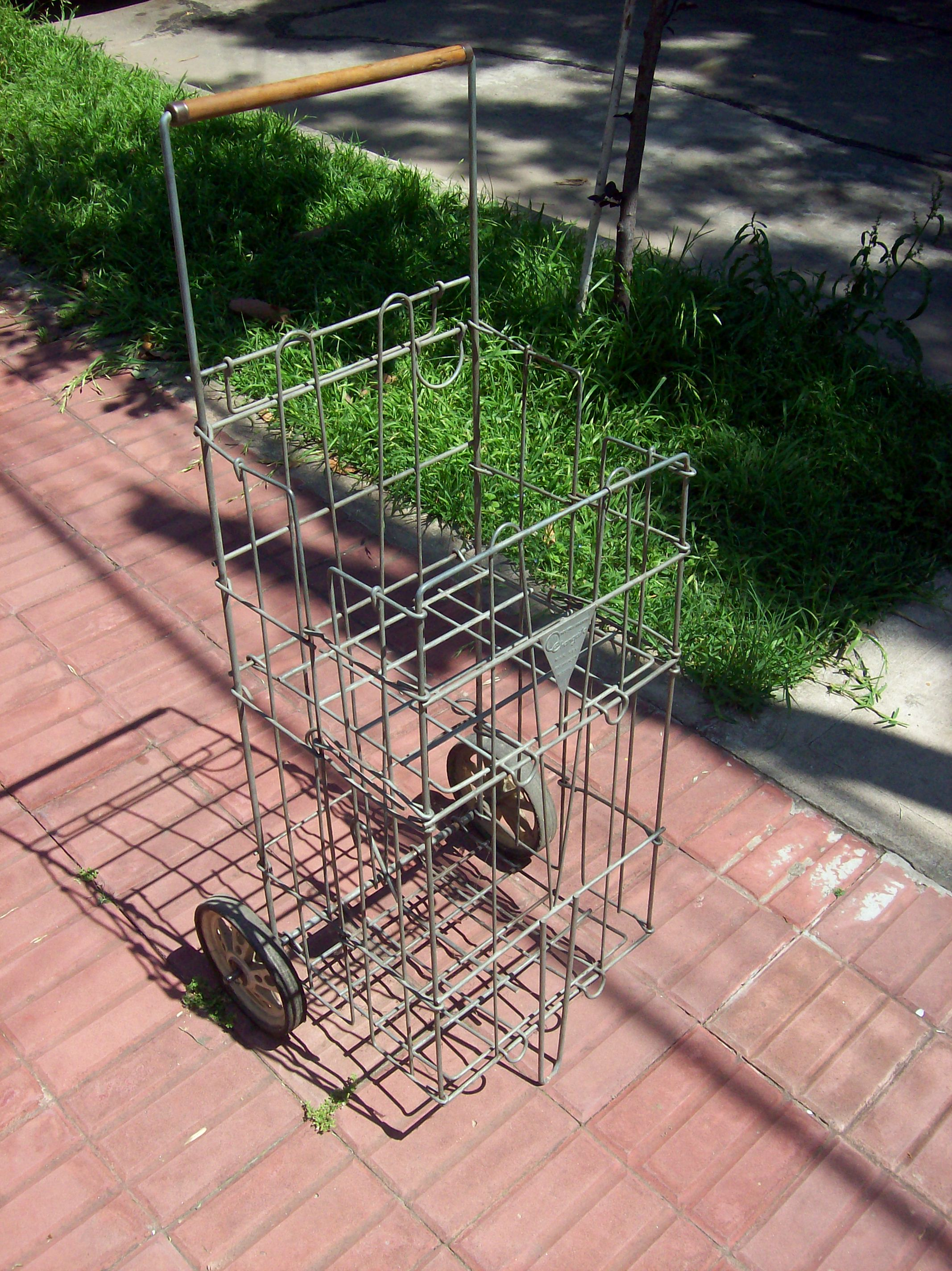
Changuito de la marca homónima.

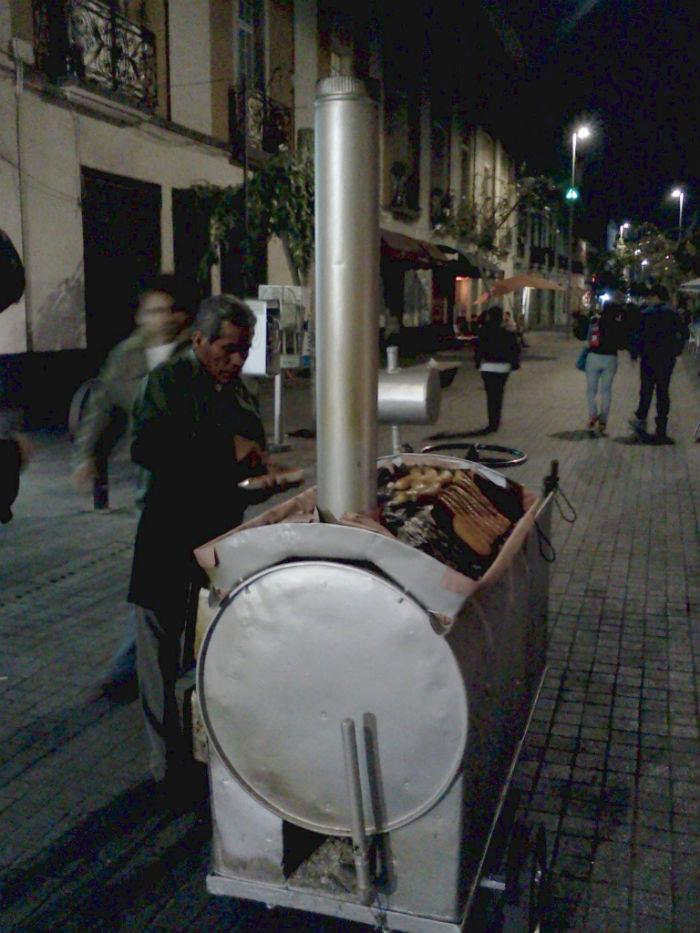
Carrito de los camotes y plátanos en la zona del centro histórico de la Ciudad de México.

En Argentina es frecuente llamar también changuitos a cierto tipo de carrito que utilizan las amas de casa para sus compras cotidianas; esto se debe a que en 1950 se patentó en ese país un carro de dos ruedas para que las mujeres salieran a realizar la compras por la ciudad. Se vendían siete modelos en las grandes tiendas bajo la marca "Changuito". Por extensión, se le dio ese nombre a los carritos del supermercado.

## Véase también

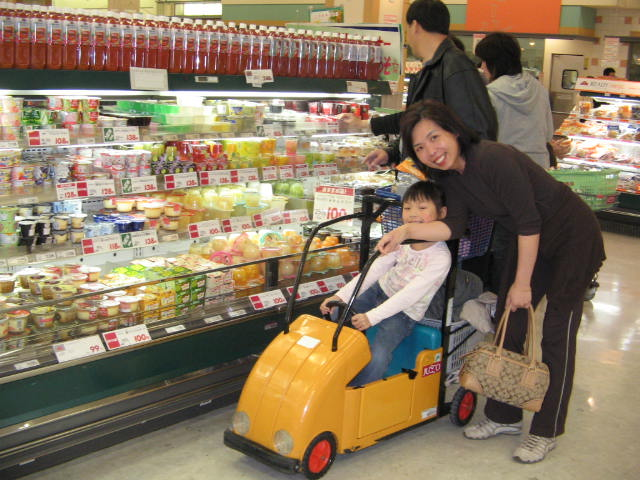
Carro de compra manejable para niños